# Улица Доминикону (Вильнюс)
У́лица Доминико́ну (Доминиканская улица, лит. Dominikonų gatvė, пол. ulica Dominikańska, бел. Дамініканская вуліца) — одна из древнейших и в прошлом одна из красивейших улиц в Старом городе Вильнюса; уже в XVI веке была застроена каменными зданиями, и среди них некоторые были оборудованы деревянным водопроводом, доставлявшим воду из Вингрских источников. В прошлом на улице жили профессора Главной виленской школы и Виленского университета, магнаты и вельможи, известные личности.
Представляет собой продолжение улицы Швянто Йоно и с заметным подъёмом ведёт от перекрёстка улиц Университето, Швянто Йоно и Гаоно, пересекаясь улицами Швянто Игното и Стиклю, к перекрёстку улиц Вокечю и Вильняус, за которым её продолжением служит улица Траку. Длина улицы около 290 м. Вымощена брусчаткой. Нумерация домов начинается от перекрёстка улиц Вокечю и Вильняус; по правой южной стороне улицы нечётные номера, по левой северной — чётные.

## Название
Названа по монастырю доминиканцев и доминиканскому костёлу Святого Духа. По распоряжению виленского генерал-губернатора М. Н. Муравьёва, была в 1864 году переименована в Благовещенскую и вместе с улицей Ивановской (Святоянской, ныне Швянто Йоно) так называлась до 1915 года. В период между двумя мировыми войнами называлась традиционным названием. В советское время в 1947—1989 годах носила имя деятеля коммунистического движения Юозаса Гарялиса (Гарялё; лит. Garelio gatvė).

## Примечательные здания
Первый дом по правой стороне в пять этажей на углу Доминикону и Вокечю (Dominkonų 1 / Vokiečių g. 15) построен на месте снесённых после Второй мировой войны остатков старых строений в 1963 году. На первом этаже помещалась сберкасса. В этом доме в 1963—1977 годах жил художник график Стасис Красаускас в пятикомнатной квартире № 18 на третьем этаже. Здесь же на втором этаже в трёхкомнатной квартире № 3 в 1963—1969 годах жил писатель Теофилис Тильвитис. В память об этом в 1975 году в углу северного фасада, выходящего на улицу Доминикону была установлена мемориальная доска (автор Йоана Норейкайте).
До Второй мировой войны на месте этого дома с 1863 года стояла гостиница «Европа» (после Первой мировой войны отель „Europejski“), сгоревшая после бомбардировок советской авиацией 1944 года; около 1960 года её развалины были снесены. Во второй половине XVI века в этом месте находился дворец ливонского воеводы Отто Фридриха Фелькензамба. Дом, пострадавший от пожаров 1748 и 1749 годов, был продан монастырю пиаров. Пиары начали строить свой храм; из-за недостатка средств строительство не было завершено. В 1803 году католическая Духовная коллегия передала недостроенное здание архитектору Михалу Шульцу, который возвёл здесь жилой четырёхэтажный дом. После его смерти новые владельцы переоборудовали его в гостиницу.
Напротив под номером 2 стоит здание школы имени Саломеи Нерис, ныне гимназии имени Саломеи Нерис (Vilniaus Salomėjos Nėries gimnazija), построенное в 1964 году по проекту архитектора Льва Казаринского и конструктора Софии Коварской на месте снесённых после Второй мировой войны остатков старых зданий. Своими современными лаконичными формами здание контрастирует с неоистористскими формами корпуса той же школы, стоящего в глубине участка; он возведён в 1952 году по проекту ленинградского архитектора Н. Гинсберга.

### Костёл Святого Духа

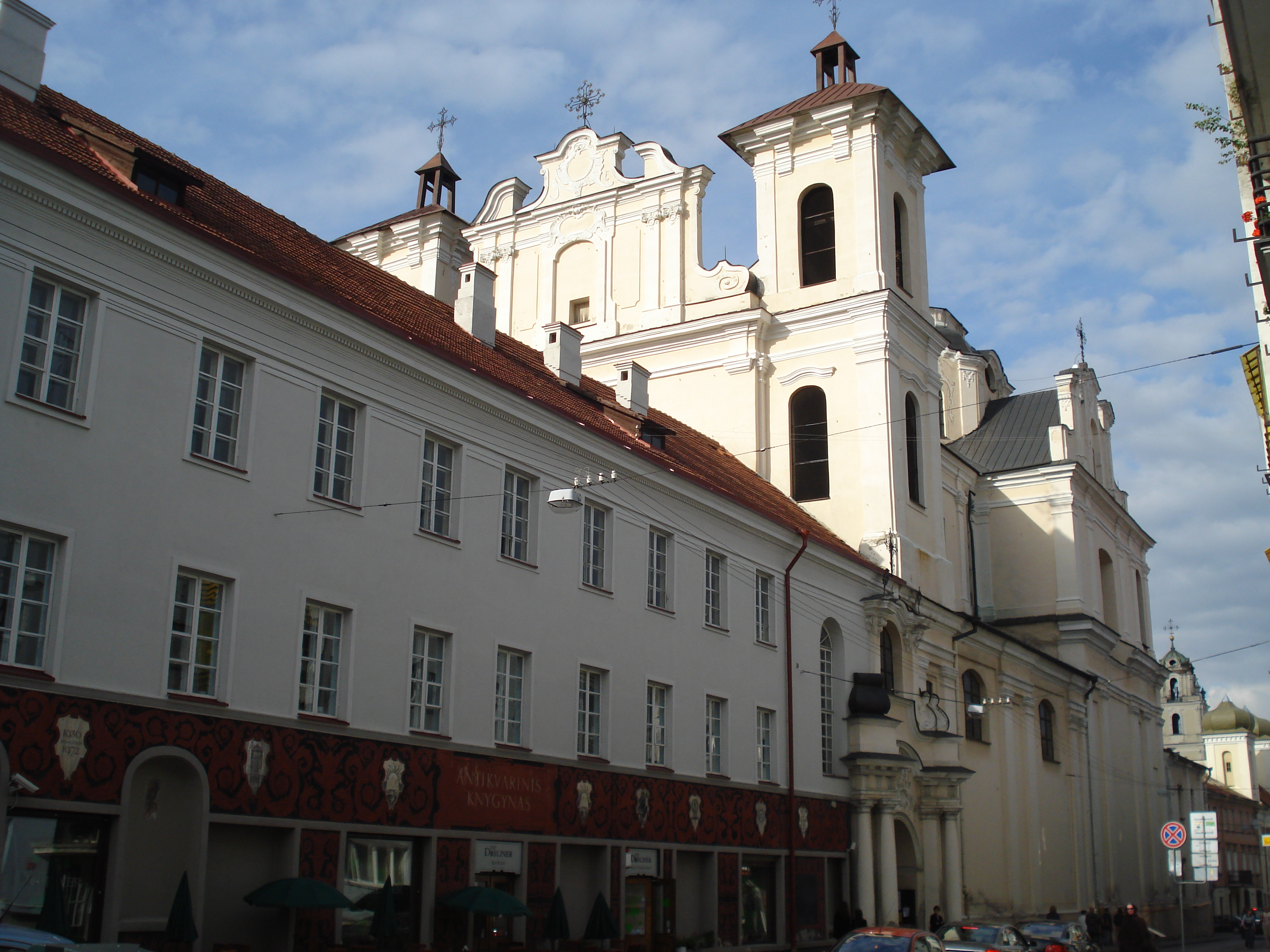
«Антиквариат» и костёл Святого Духа

В трёхэтажном доме под номером 6 на первом этаже многие годы располагался «Антиквариат» — в прошлом букинистический магазин, а сейчас ирландский паб (Dominikonų g. 6). В этом здании прежде располагалась аптека доминиканского монастыря, с 1922 года — книжный магазин Святого Войцеха. После Второй мировой войны до 1985 года в этом здании, украшенном чёрно-красным сграффито, действовал единственный в Вильнюсе букинистический магазин, а в 1990-е годы работал магазин религиозной литературы.

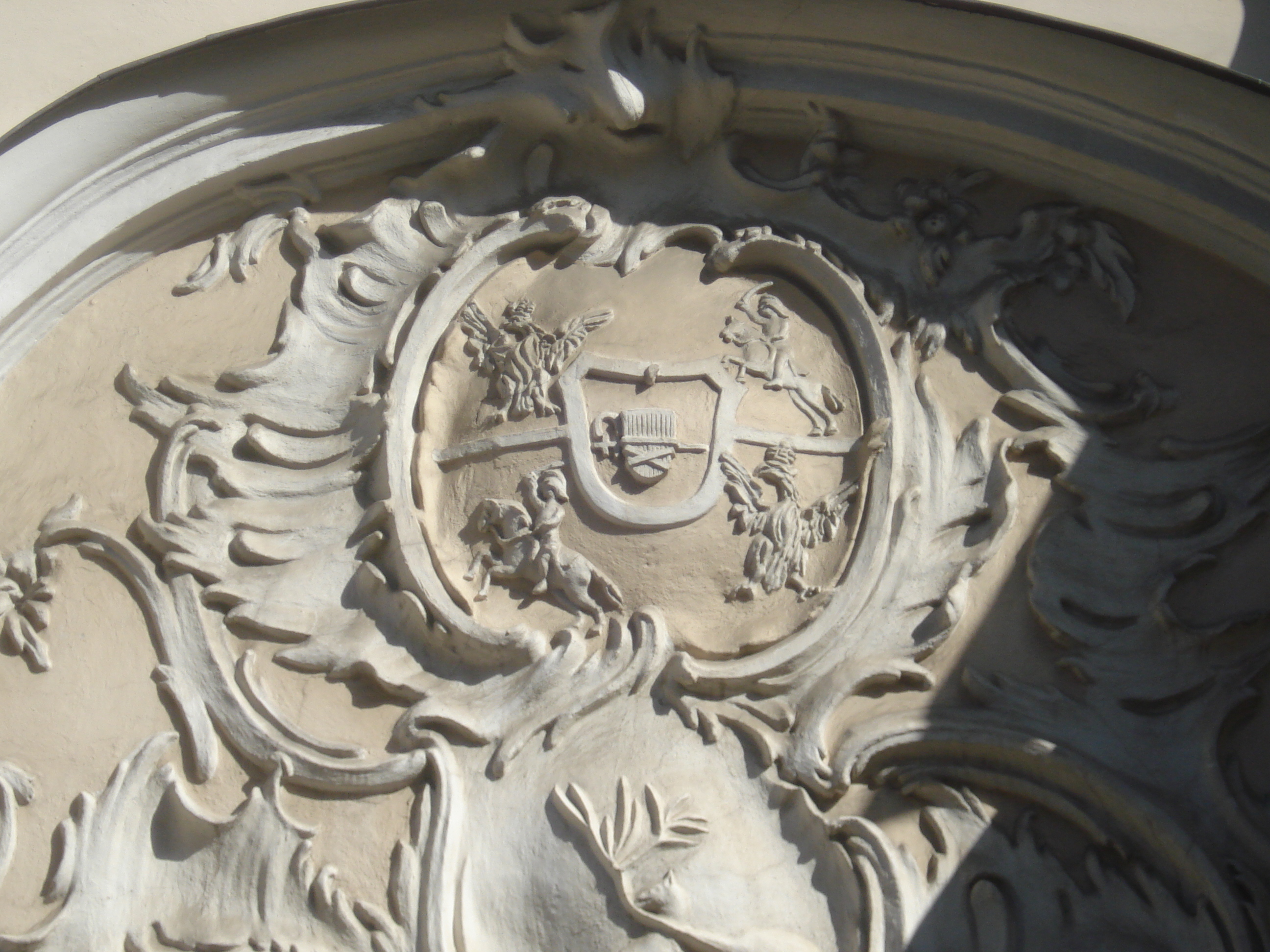
Картуш над входом в костёл

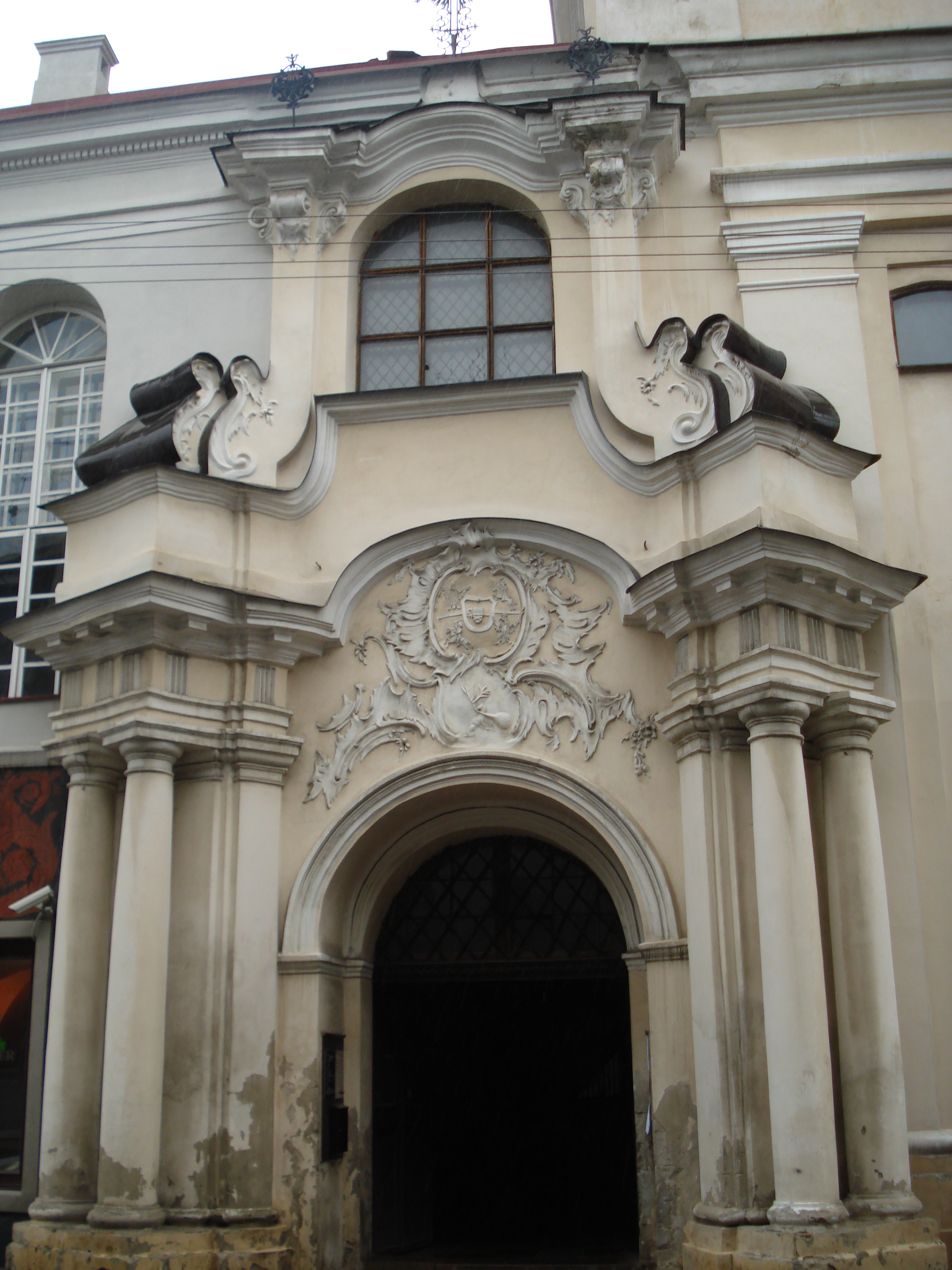
Портал костёла Святого Духа

По левой стороне вдоль улицы до перекрёстка с улицей Швянто Игното протянулся один из корпусов бывшего доминиканского монастыря и боковой южный фасад доминиканского костёла Святого Духа (Dominikonų g. 8), памятника архитектуры и искусства позднего барокко, с нарядным барочным порталом.
Вход в храм украшен фронтоном с двумя парами дорических колонн, повёрнутыми по диагонали к плоскости фасада, и пышным картушем в стиле рококо с изображением Орла (герб Польши), Погони (герб Литвы), гербом династии Вазов (сноп в щите) и, ниже, символом доминиканцев (собака с добычей в пасти) над круглой аркой. Нижняя часть обрамляющих окно пилястров на втором ярусе Портала изгибается и завершается волютами. Портал создан архитектором и скульптором Франциском Игнатием Гофером.
Справа от входа в храм на стене установлена мраморная мемориальная доска в память о том, что здесь 5 сентября 1993 года состоялась встреча папы римского Иоанна Павла II с верующими польского происхождения (при участии, примаса Польши кардинала Юзефа Глемпа, архиепископов Аудриса Юозаса Бачкиса, Тадеуша Кондрусевича и Казимира Свёнтека, вице-премьера Польши в 1992—1993 годах Генрика Горышевского).

### Несохранившееся здание Дворянского института
Напротив костёла стоит невзрачный трёхэтажный жилой дом послевоенной постройки. Он стоит на месте разрушенного здания с примечательной историей. Здесь в XVI веке был дом, принадлежавший князю Александру Полубинскому. После его смерти вдова продала здание Сесицким, а в 1628 году Ежи Доминик Сесицкий продал дом великому гетману литовскому и виленскому воеводе Льву Сапеге. Сапегам дворец принадлежал до 1729 года, когда Антоний Казимир Сапега подарил его монашескому ордену пиаров. С 1729 здесь помещалась высшая школа пиаров („Collegium Nobilum“), закрытая в 1756 году. При ректоре Мацее Догеле в коллегии была устроена печатня с самым современным в городе оборудованием, доставленным из Франции. До 1799 год а пиарская типография выпустила 320 книг на разных языках. В 1756 году коллегия, типография и библиотека были переведены в приобретённый пиарами дворец Слушков на Антоколе. На Доминиканской улице осталось только общежитие и небольшая школа. В 1829 году часть зданий заняла вторая виленская гимназия, в 1833 году переведённая в здания монастыря августинцев. В 1834 году вся недвижимость пиаров была конфискована и в здании коллегии разместился архив древних актов. В 1848 году после реконструкции, проведённой по проекту Кароля Подчашинского, в этом здании был открыт Дворянский институт. В нём учился один из руководителей восстания 1863 года Валерий Врублевский, в январе 1864 года эмигрировавший во Францию, где принял участие в руководстве военными силами Парижской коммуны. В Дворянском институте в середине XIX века пение преподавал итальянский певец (баритон) Джузеппе Ахилл Бонольди, брат известного композитора. За причастность к подготовке восстания он был в 1863 году генерал-губернатором В. И. Назимовым выслан, как итальянский подданный. После восстания 1863 года Дворянский институт был закрыт. С 1870 года до 1915 года здесь работало Мариинское высшее женское училище. В начале XX века капитан И. О. Клопов и военный врач Ф. В. Гусаров устроили в комнате одной из учительниц нелегальный склад газеты «Искра». С 1920 года здесь находилась комендатура полиции, а позднее действовали две мужские гимназии — одна имени Адама Мицкевича, другая — Юлиуша Словацкого. В 1960 году здание было снесено, а на его месте был построен жилой дом.

### Доминикону 5, 7 и 9

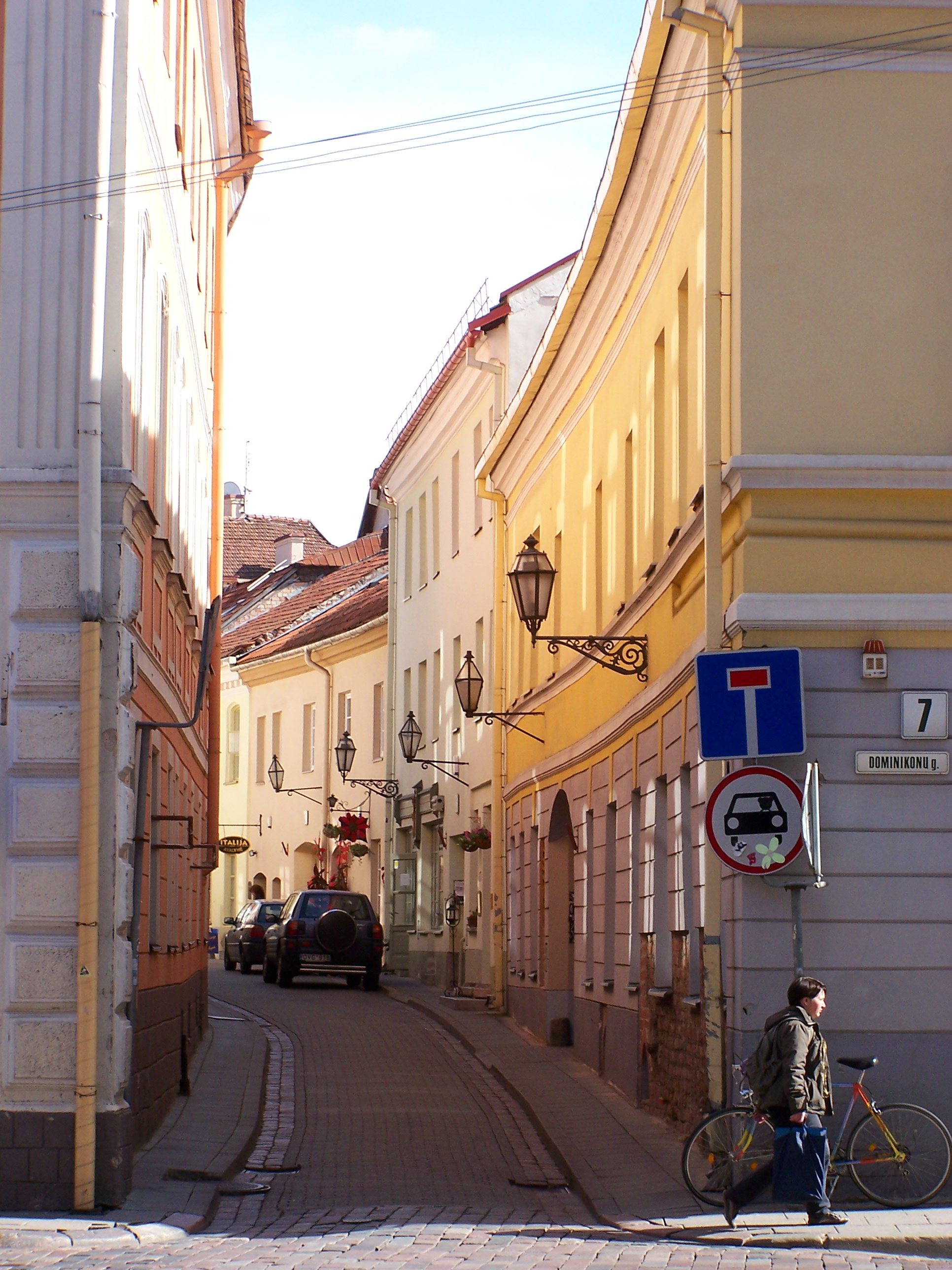
Угол Стиклю

На месте нынешнего трёхэтажного дома с элементами эклектики под номером 5, согласно исследованиям, уже в конце XVI века стоял дом, в документах впервые упомянутый в 1650 году. В конце XVII века здание принадлежало доминиканскому монастырю и сдавалось в наём под жильё горожанам. Во время пожара в 1737 году дом сгорел и был отстроен заново; новое здание было двухэтажным. В 1748 году оно сгорело и снова отстраивалось. В 1776 году доминиканцы продали его Людвику Абрамовичу, а в первой половине XIX века дом принадлежал пиарам, затем новым владельцем Селюстовским в 1845 году был продан магистрату. В 1874—1875 годах дом перестраивался и тогда был надстроен третий этаж; в это время он принадлежал Радушкевичу. После Второй мировой войны здание занимали квартиры, а также строительно-монтажная контора, затем магазин молока и мяса, позднее в нижнем этаже действовало ателье мод, а сейчас книжный магазин «Humanitas».
Следующий дом занимает угол улиц Доминикону и Стиклю (Dominikonų g. 7). В этом месте уже в XV веке стоял готический дом, от которого сохранились подвалы. В документах здание упоминается впервые в 1656 году. Дом принадлежал известному часовщику, выходцу из Германии Якобу Герке. Обжившись в Вильне, он переделал свою фамилию на местный лад Геркевич, а свои часы отмечал автографом «Jacobus Gierke Vilnensis». Его сын Анджей Геркевич в 1665—1701 годах избирался членом магистрата, занимая высокие должности лавника, бурмистра, а в 1688—1690 годах был войтом. После того, как дом достался его зятю Христофору Биттнеру, здание называлось домом Биттнера и в документах XIX века, хотя тот владел им недолго. Дом за долги перешёл к доминиканцам, пострадал при пожарах 1737 и 1748 годов, в 1776 году вместе с соседним домом был продан Людвику Абрамовичу. Дом ремонтировался и перестраивался в 1846—1847 годах и в начале XX века. После Второй мировой войны в нём были устроены квартиры, в нижнем этаже действовали магазин и ателье.
По другую сторону на углу стоит трёхэтажный дом с фасадом эклектичных форм, украшенным лепниной; такой вид здание обрело после перестройки во второй половине XIX века. Верхние этажи занимают квартиры; после Второй мировой войны в нижнем этаже долгое время действовал магазин «Книга — почтой», в 1994—1995 годах здесь располагались различные торговые предприятия, а сейчас в первом этаже — небольшой книжный магазин и паб.

### Бывшая больница

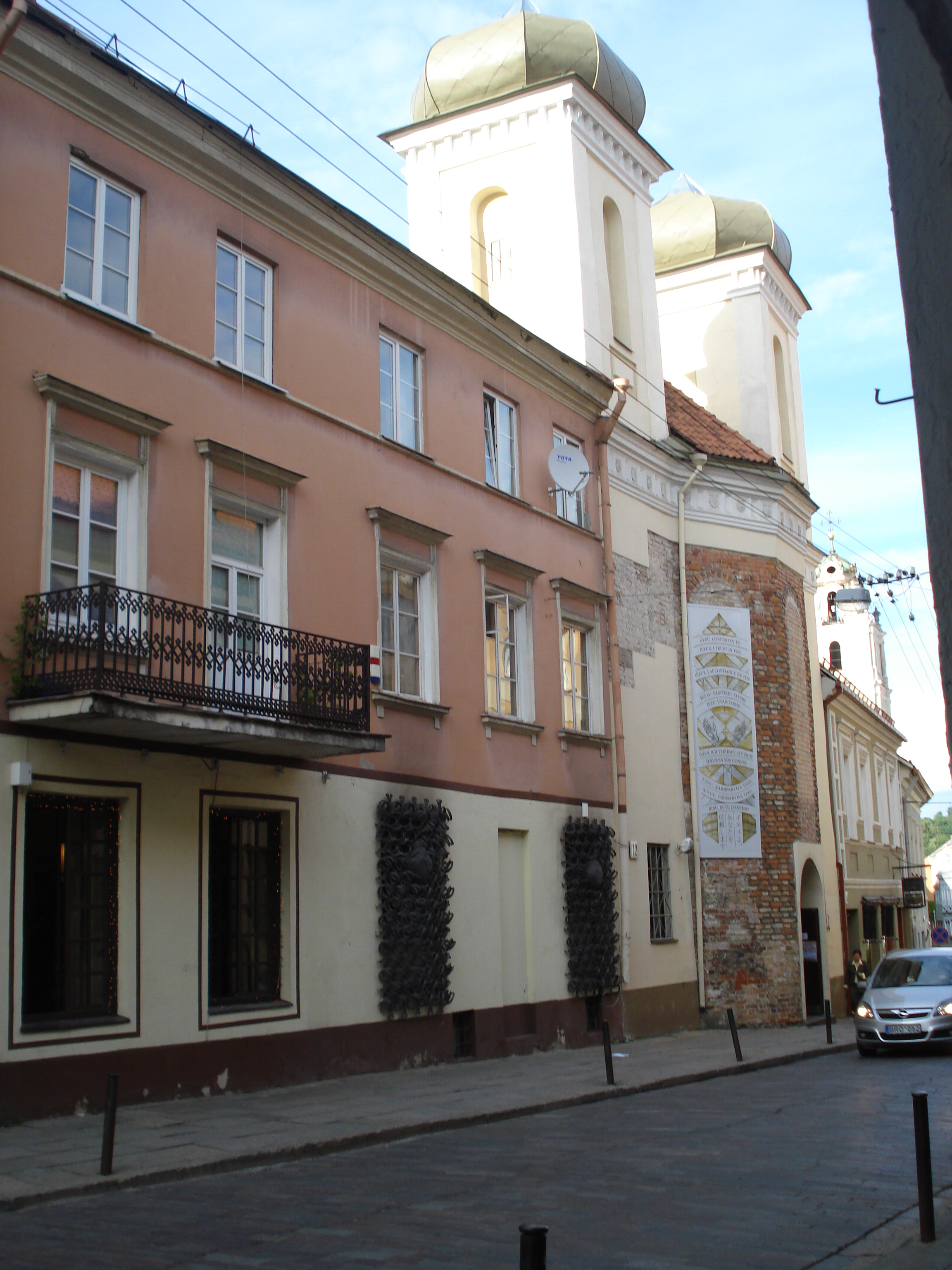
Доминикону 10 и Храм Милосердия Божия

С другой стороны на углу улиц Швянто Игното и Доминикону стоит невысокий жилой дом, сформировавшийся в конце XVIII века, под которым сохранились готические подвалы дома, впервые упомянутого в привилегии Сигизмунда Старого 1536 года; в то время здесь в одноэтажном здании располагалась лечебница для женщин. Здание сильно пострадало от пожаров 1748 и 1749 года. В 1788 году больница была закрыта, здание было перестроено в трёхэтажный жилой дом. В 1975—1978 годах подвалы реставрировались (архитектор Зита Ванагайте) и в них был оборудован ресторан „Senasis rūsys“ (архитектор Эугениюс Гузас). Сейчас часть прежнего ресторана занимает клуб Cozy (Dominkonų 10 / Švento Ignoto g. 16)

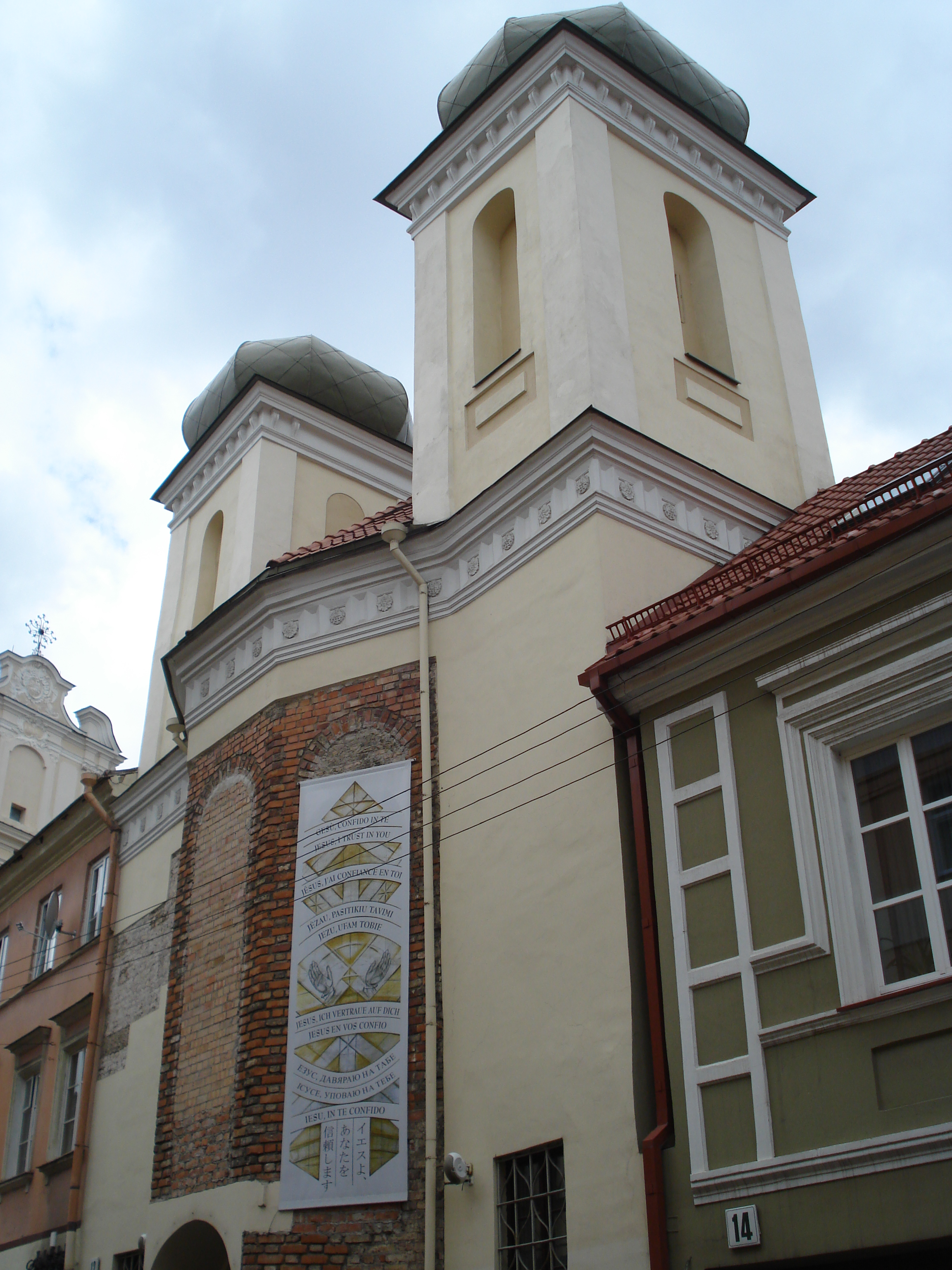
Храм Милосердия Божия

### Храм Божия Милосердия
На месте нынешнего католического неприходского Храм Милосердия Божия (Dominikonų g. 12) уже в конце XV века был построен однонефный готический костёл, первоначально во имя святой Троицы. Перестраивался после пожаров в 1748 и 1749 годов; были возведены две башни, а готическую апсиду сменил новый портал. В XVIII и в начале XIX веков костёл был приходским. Священником одно время служил Мартин Почобут, известный астроном и ректор Главной виленской школы. В 1821 году российскими властями костёл был превращён в православную Благовещенскую церковь. По церкви улица и в 1864—1915 годах называлась Благовещенской.
В 1846—1848 годах здание перестраивалось в русско-византийском стиле. В 1919 или, по другим сведениям, в 1920 году храм был возвращён католикам. После Второй мировой войны храм не действовал, здание меняло своё назначение. В 1968 году обрушилась часть фасада с порталом. При реставрации в 1971 году была восстановлена первоначальная готическая апсида в три стены. В 2004 году храм был обновлен и заново освящён. Несмотря на многократные переделки, храм сохранил элементы архитектуры готики, барокко и классицизма.

### Доминикону 14 и 16

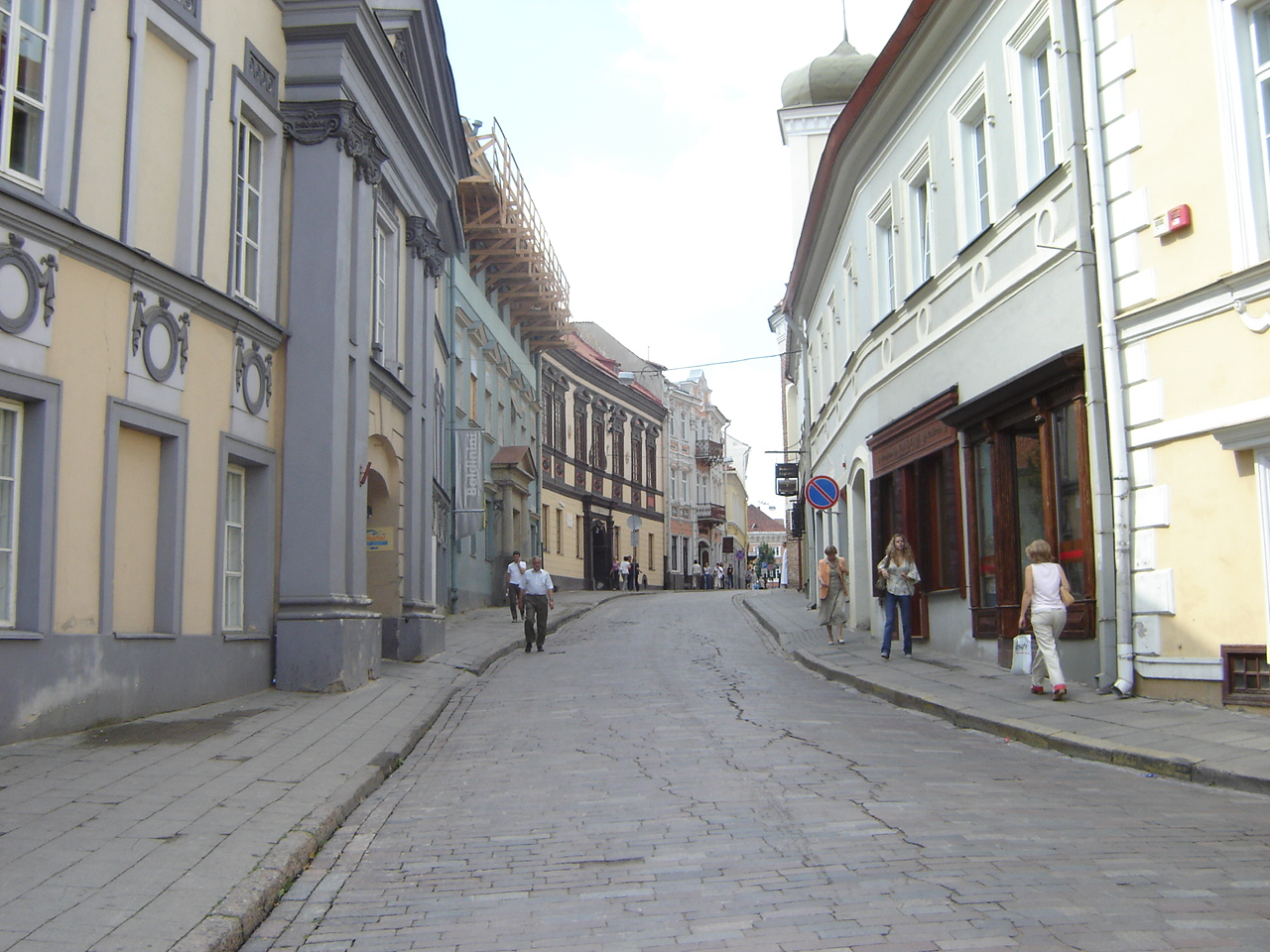
Слева дворец Гурецких, справа Доминикону 16

Вплотную к храму стоит крытый черепицей двухэтажный дом XVI—XVIII веков (Dominikonų g. 14). Здесь ещё в 1536 году была открыта больница (по другим сведениям, приют для мужчин), как считается, вторая в городе, в доме, построенном по привилегии короля польского и великого князя литовского Сигизмунда Старого бургомистру Ульриху Гозию. Готическое вначале, здание перестраивалось в эпоху барокко, когда обрело свой нынешний облик. Она действовала до 1821 года, когда была переоборудована в военный госпиталь. На её содержание выделялась часть средств, взимавшихся за переправу по Зелёному мосту. В 1863 году запущенный дом купил Адам Даукша. Во время Первой мировой войны здесь действовала столовая, после войны — Клуб литовцев Вильнюса и Союз литовцев студентов. В 1956 году после ремонта в здании оборудованы квартиры; позднее дом несколько раз реставрировался. Первый этаж занимает антиквариат.
Нынешний жилой дом с антиквариатом и итальянской кондитерской на нижнем этаже под номером 16 (Dominikonų g. 16) в старину принадлежал приюту костёла Святой Троицы и неоднократно перестраивался.

### Дворец Поцеев

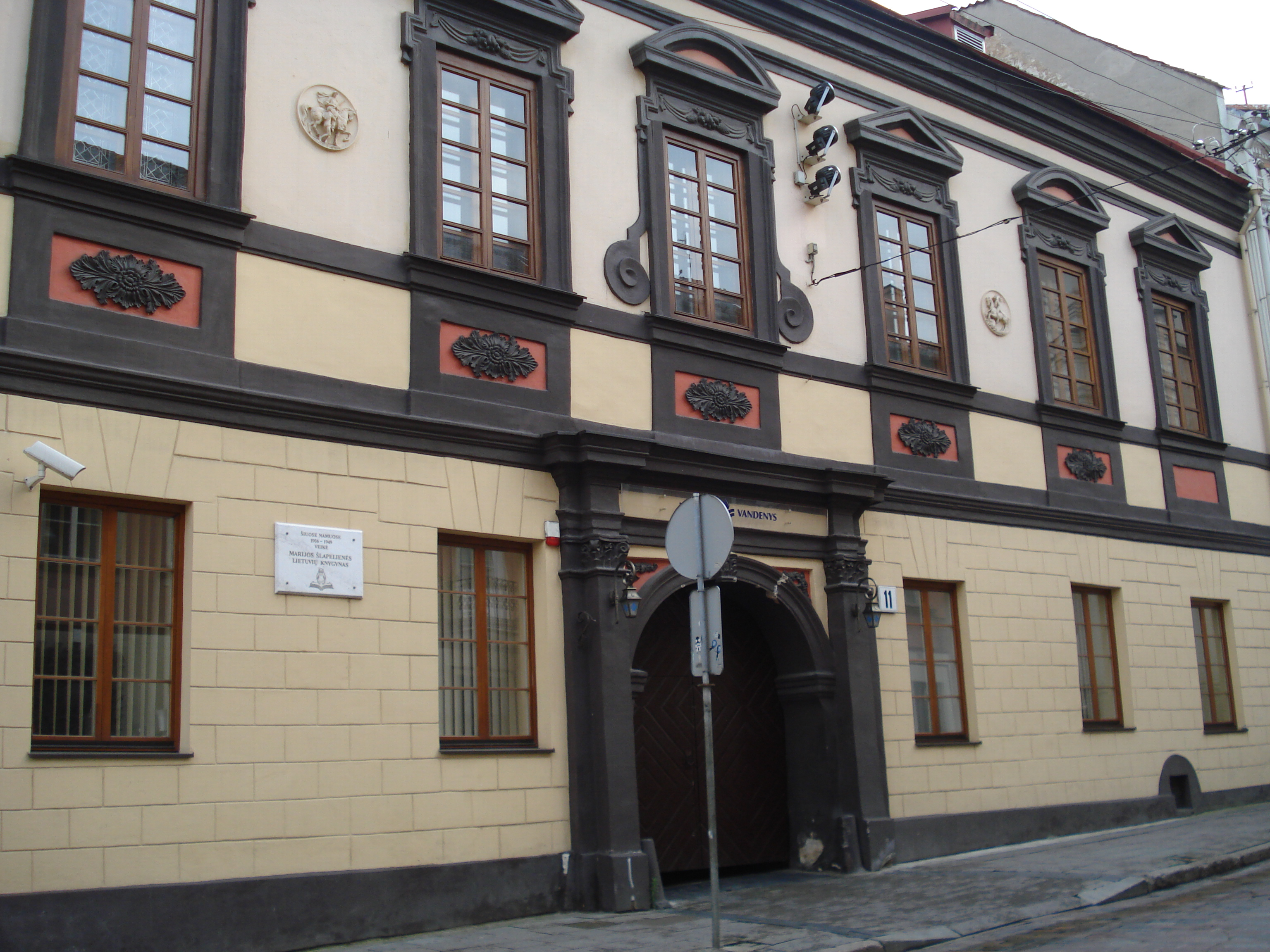
Дворец Поцеев

На противоположной стороне улицы стоит ряд трёх дворцов. Бывший дворец Поцеев (Dominikonų g. 11) — здание с чертами архитектуры Ренессанса, классицизма и историзма. В декоре строго симметричного главного фасада сочетаются элементы разных стилей. Первый этаж рустован. Декоративная полоса между первым и вторым этажами под окнами второго этажа украшают рельефы с растительными мотивами.
Между окнами располагаются два небольших медальона с барельефами, изображающими всадников — слева святого Мартина, справа святого Георгия. Портал с аркой обрамляют пилястры и антаблемент. Центральное окно над порталом украшают волюты — спирали, напоминающие о барокко. Цветовое оформление фасада присуще раннему барокко. Во дворе главного корпуса двухэтажная галерея с аркадами; фасады декорированы в том же стиле, что и главный, но без рельефов.

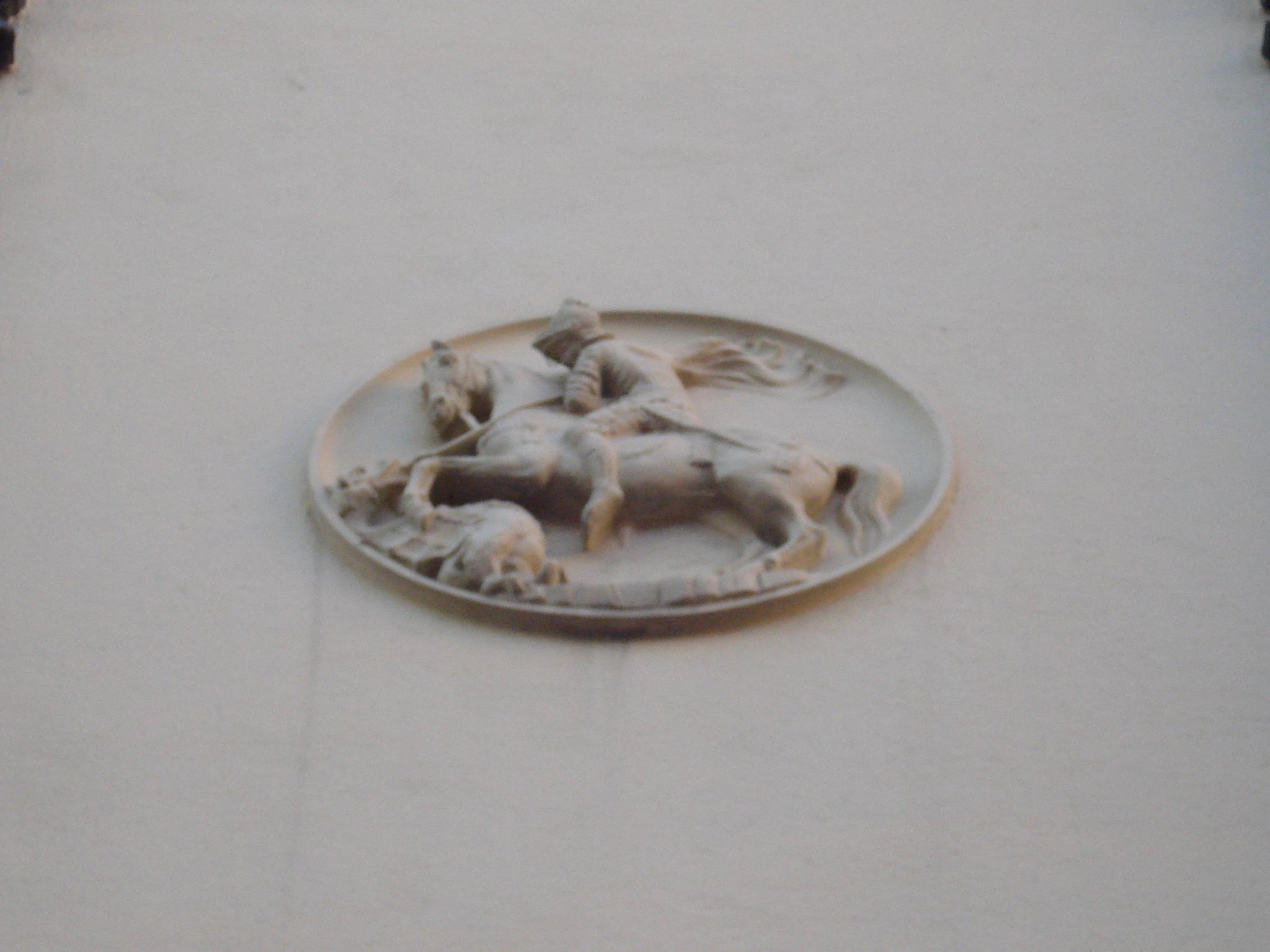
Медальон с рельефом святого Георгия

Дворец был построен в конце XVII века Андреем Войной на месте трёх прежних домов. В первой половине XVIII века дворец принадлежал трокскому воеводе Александру Поцею. В конце века была проведена реконструкция, при которой здание обрело черты классицизма. Во время восстания 1794 года здесь скрывался противник Конституции 3 мая и сторонник России последний гетман Великого княжества Литовского Шимон Мартин Коссаковский. Повстанцы нашли его на чердаке и на следующий день повесили на Ратушной площади. В этом доме в начале 1906 года был открыт магазин литовских книг Марии Пясецкой-Шлапялене, Юргиса Шлапялиса и Эляны Бразайтите, действовавший до 1945 года. Магазин посещали Жемайте, Вайжгантас и другие писатели и деятели литовской культуры. После реконструкции в 1968—1973 годах по проекту Антанаса Кунигелиса в здании располагалось Вильнюсское территориальное управление водопровода и канализации (ныне закрытое акционерное общество „Vilniaus vandenys“).

### Дворец Завишей
Возвышающийся над соседними зданиями трёхэтажный дворец Завишей раннего классицизма с подвалами эпохи Ренессанса на улицу выходит главным северным фасадом (Dominikonų g. 13), его юго-восточный фасад выходит на улицу Гаоно. Ось симметрии подчёркивает портал с двумя полуколоннами тосканского ордера на пьедесталах, треугольным фронтоном и антаблементом. Карниз с зубчиками, между которыми располагаются розетки с растительными мотивами. Дворец принадлежал Завишам, до 1747 года его хозяйкой была жена новгородского воеводы Раздивилла, урождённая Завиша, затем его приобрёл казначей Трокского воеводства Турчинский. Дворец горел в 1748 году. В 1752 году его купил епископ Михал Зенкович. В конце XVIII века при реконструкции был пристроен портал. В 1790 году дворец уже принадлежал Миллерам. В 1806—1850 годах здесь работала почта. Во второй половине XIX века был надстроен третий этаж. В послевоенные годы в здании размещались производственно-учебный комбинат Вильнюсских городских телефонных сетей, общежитие, квартиры, сейчас — гостиница „Stiklių dvaras“.

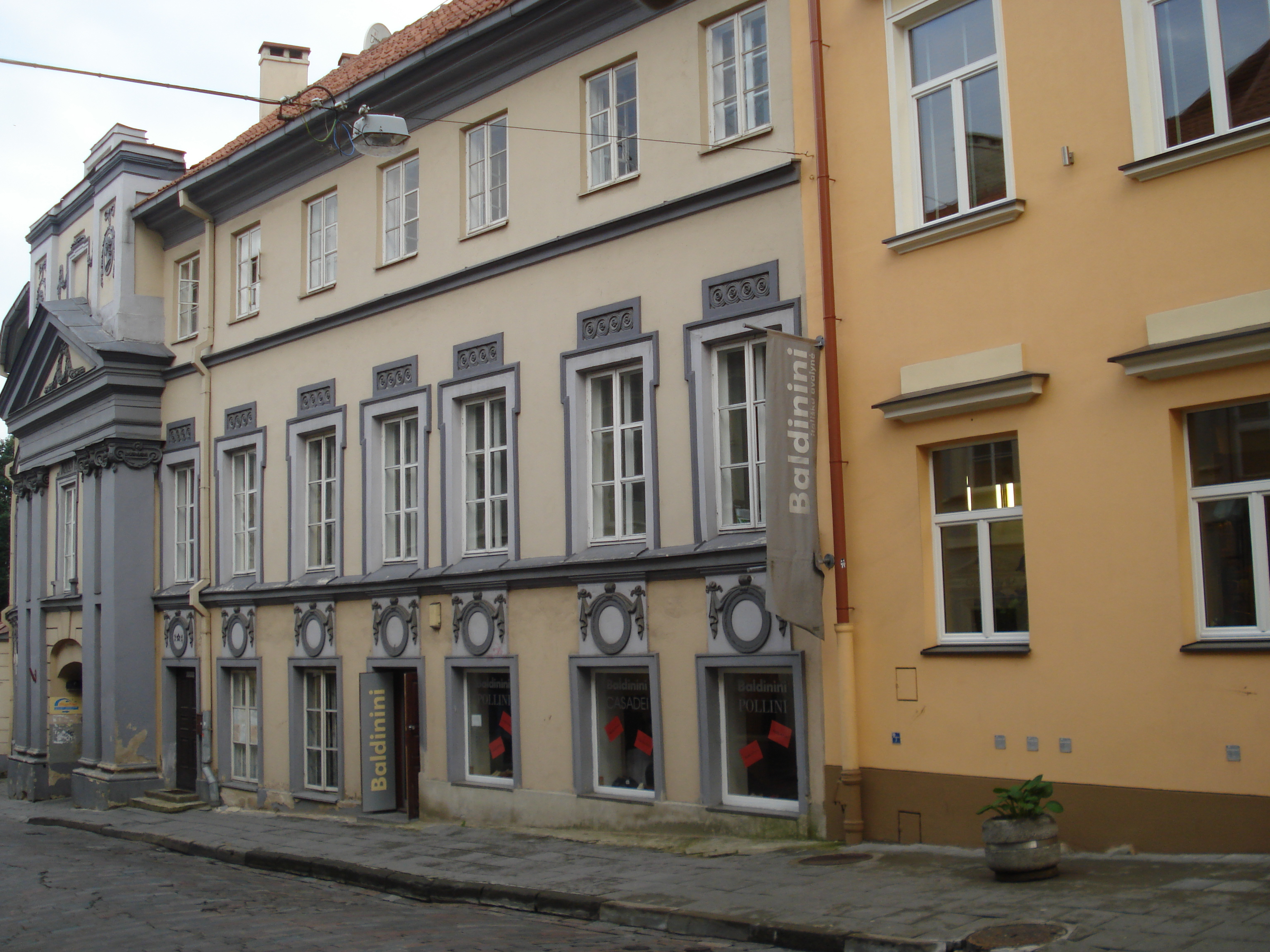
Фасад дворца Гурецких

### Дворец Гурецких
По правую северо-западную сторону тянется трёхэтажный боковой фасад дворца Гурецких (Dominikonų g. 15 / Gaono g. 1) с овальной башенкой на углу, игравшей роль контрфорса, а во время войн использовавшейся для обороны. Здание относят к числу наиболее характерных на улице. На его месте ещё в конце XV или в начале XVI века стоял двухэтажный готический дом. В 1649 году его приобрёла Виленская академия.
Здание было перестроено в середине XVIII века, когда им владел Валентин Гурецкий, и сохранило черты раннего классицизма. Центр фасада подчёркивает ризалит, подчёркнутый двумя парами пилястров с ионическими капителями и треугольным фронтоном с вплетённым в него венком. На выступе стены над фронтоном расположены два больших лепных медальона .

### Дворец Бжостовских

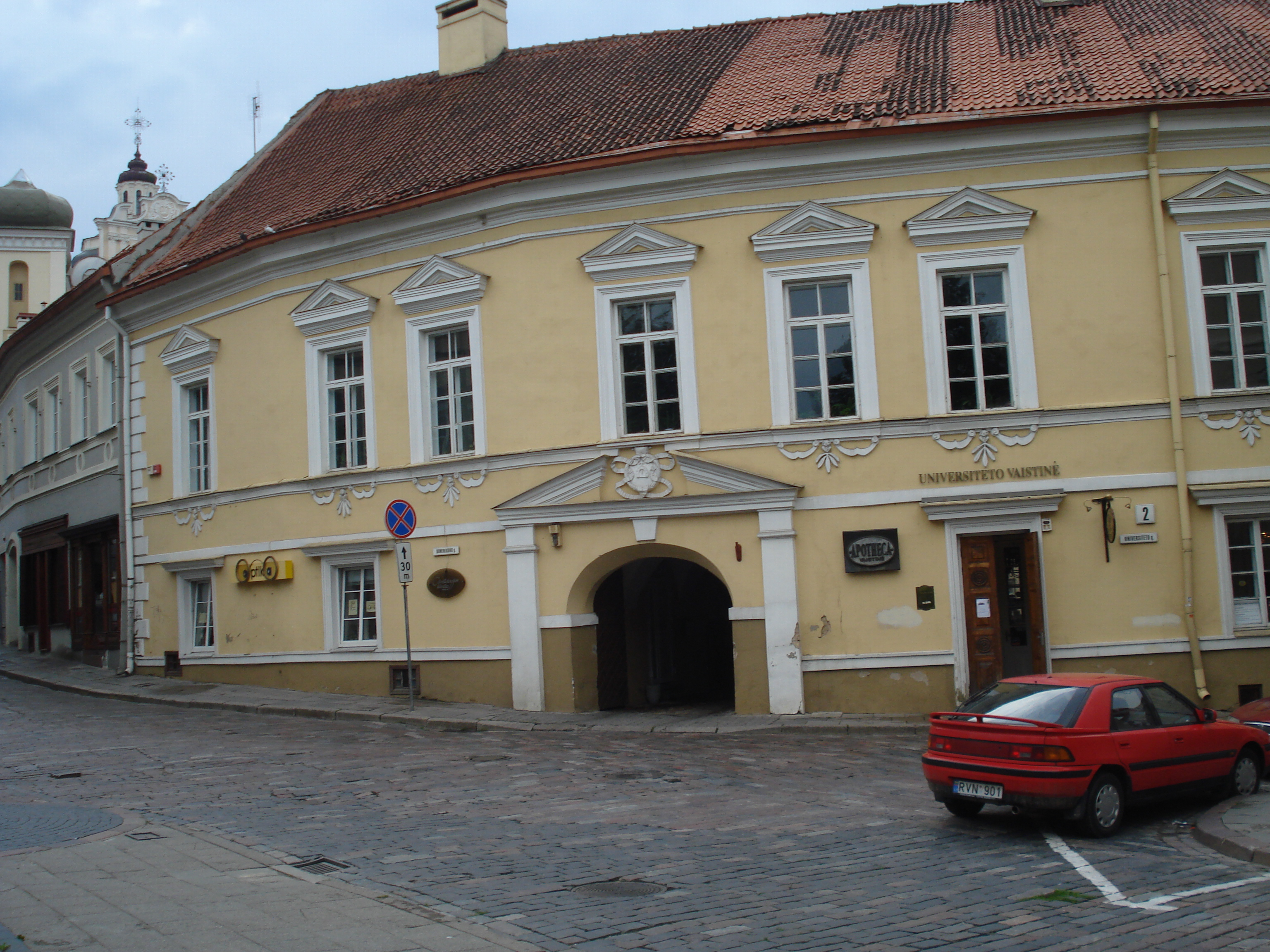
Дворец Бжостовского

С другой стороны на улицу Доминикону и Университето выходит выгнутый фасад двухэтажного бывшего дворца Бжостовских, сейчас жилой дом, салон оптики и университетская аптека (Dominikonų g. 18 / Universiteto g. 2). Свой нынешний облик здание приобрело после перестройки в 1769 году по проекту, как предполагается, Мартина Кнакфуса. С 1802 года владельцем дома был композитор Михал Клеофас Огинский, после его смерти (1833) — известный меценат Иринеуш Клеофас Огинский. Во дворце по прибытии в Вильну недолгое время жил профессор Иоганном Петером Франком (Пётр Франк) со своим сыном Йозефом Франком, переселившиеся затем в дом на улице Большой, в конце XIX века — общественный деятель и историк доктор Владислав Загорский. Дворец включён в регистр охраняемого государством культурного наследия Литовского Республики.